# قله سووتسکوی گواردی
قله سووتسکوی گواردی (روسی: пик Советской Гвардии) یک قله در ناحیه خودگردان چوکوتکای کشور روسیه است.